# Тимофеевка (приток Ванжили)
Тимофеевка — река в России, протекает по Каргасокскому и Енисейскому районам Томской области, Красноярском крае, Ханты-Мансийском АО. Устье реки находится в 83 км по левому берегу реки Ванжиль. Длина реки составляет 14 км.

## Данные водного реестра
По данным государственного водного реестра России относится к Верхнеобскому бассейновому округу, водохозяйственный участок реки — Обь от впадения реки Васюган до впадения реки Вах, речной подбассейн реки — Васюган. Речной бассейн реки — (Верхняя) Обь до впадения Иртыша.